# ジョン・リッグス
ジョン・リッグス（John Mankey Riggs、1811年10月25日 - 1885年11月11日）は、アメリカ合衆国の歯科医師。歯周疾患に対する最高の権威と知られ、彼にちなんで、歯周疾患はRiggs' diseaseとも呼ばれた。その原理・方法は現代にも引継がれて、『学祖』、『歯周病の父』と呼ぶにふさわしいとされている。

## 経歴
リッグスはアメリカ合衆国コネチカット州のセイモアにて生まれ、1854年にボルチモア歯科医学校を卒業した。コネチカット州ハートフォードにて研鑽を積み、歯周疾患の治療を学ぶようになり、この分野の最初の専門家となった。
リッグスはホーレス・ウェルズと付き合いがあり、1844年に彼が亜酸化窒素を用いた笑気麻酔で親知らずを抜く最初の患者となった。

## 初期の歯周病学における役割
リッグスは、当時の歯肉切除からなる歯周外科手術に反対し、口腔衛生と予防の概念を促進した。リッグスは1856年、彼の基本となる治療法を示した。自ら設計した器具を用い、唾液や血清沈着物、壊死した骨を歯から除去した。その後、粉末にした没薬チンキを塗布し、歯を磨いた。1876年にこの治療法を発表した。